# Ciutadella Park
A Ciutadella Park  Barcelona Ciutat Vella negyedében található.  A park spanyol neve: Parque de la Ciudadela.
Területe 17,42 hektár, a mellette található állatkerttel együtt 31 hektár. Két bejárata van: a paseo de Pujades és a paseo de Picasso felől. Reggel 10-től éjfélig ad helyet öregeknek, fiataloknak, pároknak egyaránt. A parkon belül található kutyafuttató, csónakázótó, pingpong asztalok, bárok, játszóterek, futópálya stb.
Barcelona központjában alig található zöld terület. Az 1992-es olimpiára alakítottak ki új zöldterületeket, azelőtt csupán  a Güell park és a Parc de la Ciutadella szolgált főként kikapcsolódási helyként. Ez a park egy fellegvárról kapta a nevét, a parkot V. Fülöp építtette 1715-ben a citadella kertjének, hogy innen irányítása alatt tarthassa a várost, miután az ellenállt neki az örökösödési háborúban. Halászházakat romboltak le, hogy helyet adjanak ennek az erődítménynek, a halászokat pedig Barcelonetába költöztették. 1869-ben a citadella nagy részét lebontották, és ami mára maradt, az a katalán parlament székhelye, valamint a Modern Művészetek Múzeuma. A parkban van még egy eklektikus épületcsoport is, amelyet az 1888-as Világkiállításra terveztek. Északra egy hatalmas Arc de Triomf, Josep Vilaseca mudéjarutánzat boltíve szolgál az Expo bejárataként. A legjellegzetesebb azonban a Vízesés-szökőkút, amelyet Josep Fontseré a fiatal Gaudíval tervezett. Mára belepte a moha és a futónövények, a barokk utánzatú kút tetején szárnyas oroszlánok, lovaskocsik, alatta pedig tüzes sárkányok szökkennek elő. A parkban rengeteg a narancs-, magnólia– és leanderfa.